# CY-1
Le CY-1 ou Chang Ying-1 (en chinois : 长缨, Chang Ying, « ?? »), souvent confondu par erreur avec Chian Yu (en chinois : 剑鱼, « espadon ») est une roquette anti-sous-marine (ASROC) chinoise utilisée par une grande diversité de plateformes de surface, parmi lesquelles les vedettes lance-missiles de classe Luda (Type 051) et les frégates lance-missiles de classe Jiangwei (Type 053H3). 
De nombreux dérivés ont été développés par la suite, tous basés sur le CY-1. À l'heure actuelle, seule une petite quantité a été produite et déployée, essentiellement à des fins d'expérimentations, malgré le fait que le système est déjà présent dans les parades militaires chinoises depuis la fin des années 1980.

## CY-1
Présenté pour la première fois à l'ASIANDEX, en novembre 1986, le CY-1 est considéré comme étant très similaire à l'ASROC de l'US Navy. Il n'existe que très peu d'informations disponibles concernant la chronologie de son développement, ses performances ou son statut opérationnel, mais on sait toutefois que le missile a été déployé en petits nombres sur les navires de classe Luda (Type 051) et les frégates lance-missiles de classe Jiangwei-I (Type 052H2G).
Le CY-1 est essentiellement une torpille anti-sous-marine classique, de type ET-52 ou Yu-7, délivrée par une roquette balistique. Le vecteur aérien du système est une roquette très basique, dotée de quatre petites dérives de stabilisation et de quatre surfaces de contrôle, étant propulsée par un moteur-fusée à carburant solide. La portée maximale de cet assemblage est déclarée à 10 nautiques par son constructeur (environ 18 km). Il est destiné à attaquer des sous-marins naviguant à une vitesse maximale de 33 nœuds et à une profondeur comprise entre 150 et 300 m.
D'après la maigre quantité d'informations rendues accessibles par les fabricants, on peut affirmer que le CY-1 ne devrait pas être déclaré comme étant réellement un « missile anti-sous-marins », car les missiles ont pour caractéristique essentielle de posséder un système de guidage, ce que le CY-1 ne possède justement pas. Le CY-1 est en-fait tiré de manière approximative dans la direction estimée de la cible et vole comme une simple roquette. Le guidage ne commence à fonctionner que lorsque la charge utile (la torpille elle-même) arrive en immersion. Le terme le plus approprié pour cette arme est « Torpille propulsée par roquette ». Lorsque la charge utile est une grenade sous-marine, le terme employé est « roquette anti-sous-marine à longue portée ».
Même s'il a été à l'origine testé par les destroyers de classe Luda et les frégates de classe Jiangwei, le CY-1 peut être employé par n'importe quel système de surface employant déjà des missiles C-801, les systèmes de lancement étant totalement compatibles. Cette capacité permet d'améliorer la flexibilité du système et réduit aussi de manière significative les coûts. Une version supplémentaire semble également avoir été développée pour pouvoir être lancée depuis les tubes lance-torpilles des sous-marins et aurait été testée depuis les sous-marins de type 039, mais aucune preuve n'est venue confirmer cette hypothèse. Afin d'accroître ses chances à l'exportation, le CY-1 a également été modifié en vue de pouvoir transporter d'autres types de torpilles légères, telles que les torpilles italiennes, américaines ou russes. En 2007, il n'y avait toujours aucune commande enregistrée de ce système.

## CY-2
Le CY-2 (长缨-2) est une évolution du CY-1 et est basé sur le missile C-802, partageant le même moteur que celui-ci. Il est en service depuis fin 2006 en nombre limité au sein de la marine chinoise, après avoir subi de nombreux tests, le dernier étant celui de la version aéroportée, accompli avec succès par un Harbin SH-5 en 1994.
L'amélioration la plus importante concerne la portée de l'arme, qui est triplée par rapport à celle du CY-1 (30 nautiques, soit environ 56 km). En contrepartie, la vitesse est réduite à une valeur subsonique, contrairement aux Mach 1.5 que pouvait atteindre le CY-1. De la même manière que le CY-1 peut être lancé depuis les tubes du C-801, le CY-2 peut être employé à partir des lanceurs du missile C-802
Même s'il est issu du CY-1, le CY-2 n'en est pas son exact remplaçant, et les deux armes sont utilisées parallèlement en même-temps par la marine chinoise. L'une des raisons principales à ce double emploi est qu'en raison des limitations d'espace disponible, la plupart des combattants de surface de la marine chinoise ne peuvent pas s'encombrer des gros complexes sonar que possèdent habituellement les navires de dimensions plus importantes. La portée des sonars de petites dimensions de ces navires légers est inférieure à celle du CY-2, et leurs capacités ne peuvent donc pas être exploitées à fond s'ils sont employés sur ces bateaux. En conséquence, le CY-1 reste de mise sur les navires de lutte anti-sous-marine, qui utilisent des torpilles propulsées par fusée, alors que le CY-2 reste surtout employé par des navires de dimensions importantes. Une autre raison de garder le CY-1 dans l'inventaire est qu'il peut être démonté et stocké sans imposer de maintenance complexe ou fréquente, alors que le CY-2 requiert une attention assez particulière à ce niveau.
Comme le CY-1, le CY-2 est souvent désigné par erreur comme étant un missile anti-sous-marins, alors qu'il n'en est rien, car sa phase de vol n'est dirigée par aucun système embarqué. Le développeur du missile indique qu'il peut, de la même manière que le CY-1, être doté d'une charge de profondeur, mais aucune indication n'est venue confirmer si oui ou non une telle version est déjà entrée en service au sein de la marine chinoise. En raison de ce manque d'informations, il est également impossible de confirmer si les essais effectués depuis des sous-marins ont réellement été effectués.
Caractéristiques
- Diamètre : 36 cm
- Envergure : 1,18 m
- Masse : 610 kg
- Vitesse : Mach 0.9
- Longueur : 4,50 m
- Portée : 56 km

## CY-3
Le CY-3 (长缨-3), qui est une évolution du CY-2, peut être lancé depuis une grande diversité de plateformes, qu'elles soient aériennes, sur véhicules, fixes à terre, sur des navires ou des sous-marins. Pourtant, malgré un développement achevé avec succès et une certification d'admission au service par l'état, seul un nombre très limité de ces engins est actuellement en service au sein de la marine chinoise, la plupart étant d'ailleurs destinés à des tests d'évaluation sur le long terme. Le CY-3 fait également face à une concurrence ardue, en l'espèce du CJ-1, un autre missile chinois en cours d'évaluation par les services maritimes chinois. Le choix final n'est à l'heure pas encore connu.
Le CY-3 est essentiellement un CY-2 modifié afin d'emporter la torpille légère russe APR-3E, qui est plus grande et plus lourde que ses équivalentes occidentales. Cependant, même si sa vitesse est bien plus élevée que celle de ses cousines de l'Ouest, rendant difficile une évasion pour sa cible, elle ne dispose que d'une portée extrêmement limitée, de seulement 3 km. Le défaut de ce système d'arme vient du temps de vol de la roquette, qui peut prendre plusieurs minutes, et offre donc l'occasion à un sous-marin nucléaire très rapide de s'échapper en créant un « trou » de 3 km entre sa position de départ et celle qu'il occupe au moment où la torpille touche réellement l'eau. Afin de pallier ce gros défaut, une liaison de données unidirectionnelle est ajoutée au missile, de manière que des données de ciblage précises puissent être reçues en provenance des avions ou des bâtiments de surface pendant le vol. Cette solution permet de faire rentrer la torpille à un point aussi proche que possible de sa cible, afin qu'elle reste dans sa portée de tir. Ce système apporte également un avantage précieux à la torpille : la plupart des torpilles agissent selon un schéma pré-programmé dans leur électronique de bord, et le fait de recevoir des données fraîches sur la cible en cours de vol permet à l'ordinateur de choisir un plan d'attaque idéal, qui peut parfois différer de celui prévu au départ et intégré avant le tir.

## CY-4
Le CY-4 est un CY-1 modifié afin de pouvoir également emporter la torpille russe APR-3E, plus lourde et plus grande. Il peut être emporté par des hélicoptères anti-sous-marins légers, tels le Harbin Z-9.
Même si les sources gouvernementales officielles chinoises n'ont pas explicitement identifié le CY-4 sous cette désignation, les analystes et experts militaires s'accordent à dire qu'il ne s'agit pas d'un CY-2 ou d'un CY-3, en raison de l'absence d'entrée d'air visible sur les photos du missile concerné. Cette entrée d'air étant la caractéristique essentielle des missiles employant un turboréacteur pour leur propulsion, il y a fort à parier que ce moteur soit un moteur-fusée à carburant solide, identique à celui équipant le CY-1. Le CY-4 est entré en service opérationnel à la fin de l'année 2009.

## CY-5
Le CY-5 est la version lancée verticalement du CY-4, dotée de plans de stabilisation repliables afin de pouvoir être stocké dans les silos de lancement verticaux (VLS : Vertical Launching System). La portée du système serait de 30 km, avec les torpilles occidentales ou chinoises, et diminuerait de manière significative avec les torpilles russes, en raison de leur masse plus élevée. Le CY-5 serait actuellement déployé sur les destroyers Type 052D.

## Versions
- CY-1 : version de base du missile, d'une portée d'environ 18 km. Ses performances modestes lui permettent d'être employé sur les navires de petites dimensions.
- CY-2 : évolution du CY-1, employant le turboréacteur d'un autre missile chinois, le C-802. Portée maximale de 30 nautiques (environ 56 km). Ses capacités lui imposent d'être employé par des navires de dimensions importantes, qui sauront exploiter au maximum son potentiel et sa portée accrue.
- CY-3 : version équivalente au CY-2, mais emportant des torpilles d'origine russe, de taille et le poids supérieurs. Bien que rapide, cette torpille n'a que très peu d'autonomie (3 km) et impose au système d'être équipé d'une liaison de données afin de gagner en précision et en efficacité.
- CY-4 : version modifiée du CY-1, afin d'emporter les mêmes torpilles russes que le CY-3. Peut être employé depuis les hélicoptères ASM Harbin Z-9. Le CY-4, comme le CY-1, emploie un moteur-fusée à carburant solide.
- CY-5 : version du CY-4 lancée depuis des silos en position verticale. Portée de 30 km, mais pouvant être fortement réduite lorsque le vecteur est associée à une torpille russe, en raison de son poids.

## Utilisateurs
- Marine chinoise